# Pabeanudik
Pabeanudik is een bestuurslaag in het regentschap Indramayu van de provincie West-Java, Indonesië. Pabeanudik telt 11.640 inwoners (volkstelling 2010).